# 남천사 (후난성)
남천사(중국어: 南泉寺, 병음: Nánquán Sì 난촨쓰[*])는 중국 후난성 웨양시 샹인현에 위치한 사찰이다. 2014년 12월에 중국 국가 관광청에서 AAA급 여행 명소로 지정되었다. 샹인현에서 가장 오래된 건물 중 하나이기 때문에, 그래서 샹인현의 역사를 보여주는 건물이기도 하다.

## 역사
1140년, 송나라의 고종 황제가 중국을 지배 할 때 푸안이수 선사는 지나가다가 좋은 자리를 발견한 그는 "쌍림선사"(중국어: 雙林禪寺)이라 불리는 불교 사원을 세웠다. 우물이 사원의 남쪽에 있었기 때문에 "남천사"(南泉寺)라고 명명되었다.
명나라 때, 이 사원은 영락제와 정덕제, 가정제 때 확장 되었고 하지만 17세기 초반, 청나라 (후금)의 침략으로 소실되었다.
1694년, 청나라 강희제 (1644 – 1711)의 통치 하에 이 사원을 복원했으며 이 사원은 다시는 오지 않을 마지막 전성기에 이르렀다.
1930년에 상인 현 중학교가 이 사원 안에 설립되었으며 일부 혹은 전체를 교실로 사용되었다. 중일 전쟁 시기에 샹인현 정부는 공습을 피하기 위해 남천사를 두 번 방문해 이 사원에 숨어 있었다.
현재의 중국인 공산주의 국가가 건국 된 후 1952년 샹인 현 중학교가 샹인 현 시내로 이전했고 일부 건물의 목재 타일은 건축 자재 재건으로 제거되었다. 다른 건물은 난 쿠안 초등학교의 교실로 사용되었다. 그후 1960년 즈음에 난 쿠안 초등학교에 불이 났고 사원은 폐허가 되었다. 사원 개조 및 재 건축은 2001년에 시작되어 2003년에 완료되었다. 2006년, 후아니피안 (怀梵), 불교 승려이자 CPPCC라 불리는 후난 성위원회 위원이 수도 원장으로 봉사했다. 2014년 12월에는 중국 국가 관광청에 의해 트리플 A 급 관광 명소로 분류되었다.
사찰(寺刹, 영어: Temple) 혹은 절이 아니라 사원이라 불리는 이유는 중국에선 승려가 불상을 모셔놓고 불도를 닦고 교법을 펴며, 불교 신도들이 예배를 위해 모이는 장소를 사원이라 불리기 때문이다. 큰 절에 딸린 작은 절을 암자라고 하는데 남천사에는 암자가 없다.

## 건설된 건물
현재, 이 사원 안에는 사멘 홀, 대웅전, 사천왕사, 종탑, 석등, 보살전, 석가모니 전, 구루전, 환생 연못과 같은 불교 관련 여러 건물들이 있다.

## 같이 보기
- 샹인 현
- 중국의 사찰